# 純碁
純碁（じゅんご）とは、囲碁の入門用として王銘琬が提唱した、囲碁のルールを母体としたゲームである。
囲碁のゲーム性を保ったままルールを簡明化したものであり、これから囲碁を覚えようとする者にとって、より理解しやすいものとなっている。9路盤や、それより小さい碁盤を用いることが想定されているが、ルール自体は盤の大きさを制限するものではない。
普及活動を行っている大西研也は、地の理解に一定の棋力が必要なことや切り賃ルールの存在などから、囲碁の原型ルールに近いと推測している。現代の囲碁では日本ルールよりも中国ルールのほうに近い。

## 純碁のルール
基本的なルールは通常の囲碁に準ずるが、次に挙げるような違いがある。
石の数を競う
通常の囲碁では、それぞれ地の大きさからアゲハマを引いた目数を比較して勝負を決するが、純碁では、最終的に盤上に置かれている石の数だけを比較する。盤上の石が置かれていない空所や、アゲハマの数は勝負の判定材料にならない。
地の概念がない
前項と関係するが、終局時における盤上の空所は勝負に直接関係しない。そのため、通常の囲碁とは異なり地をいくら囲っていてもそれだけでは点数にはならない。点数にするためには、（通常の囲碁で言う）自分の地を埋めていく作業が必要である。
死活の判定がない
死んでいる相手の石は、終局前に明示的に打ち上げる必要がある。終局時に盤上に残っている石は、どのような形であれ点数に数えられる。
両者連続パスで終局する
一方の対局者がパスをし、次いでもう一方もパスをすれば、それをもって終局とする。通常の囲碁と異なり、終局において何らかの合意が必要となることはなく、終局後の手入れなども発生しない。なお、パスは任意に何度でも行うことができる。
その他、同形反復の禁止、自殺手の禁止などは、通常の囲碁と同じである。

## 特徴
以下のような長所と短所がある。

### 長所
ルールが明快である
初心者同士が通常の囲碁を打つ場合において、終局時にはしばしば問題が発生する。死活の判定を両対局者が正しく認識するというのは、初心者にとってはときに難題になるからである。第三者に判定を仰ぐことができればいいが、必ずしもそれが可能であるとも限らない。また、セキの概念を知らず、お互いに相手が先に共通のダメに打つことを期待して自陣を埋め続けるような事態も発生することがある。
純碁においては、このようなトラブルは発生しない。お互いがパスして終局となったら、あとは盤上にある石を単純に数え上げるだけである。ルール上、死活やセキの判定が存在しないため、それらの見解が分かれるといった問題は起こらない。
結果が通常の囲碁とほぼ一致する
純碁の勝負の結果は、大抵の場合、通常の囲碁に切り賃のルールをつけた場合の結果とほぼ一致する。このため、通常の囲碁と純碁とではその最終目的が異なっていても、ゲーム性が大きく変わるようなことがない。これは、純碁を覚えた者が通常の囲碁にスムーズに移行できることにつながる。純碁と同じく囲碁への導入を目的としたポン抜き囲碁は、囲碁とのゲーム性の差が大きい。
対局者が本来死んでいる石（取ることができた石）を活き石（取ることができない石）だと見なし、打ち上げずに終局した場合は、通常の囲碁の正しい結果とは大きな差が生まれる。しかし、純碁はそれを容認するルールである。

### 短所
終局前に自陣を埋める必要がある
純碁では、地もそのままではただの空所であり点数にならない為、終局前に、活きるために最低限必要な眼を残して自分の地を埋めていく作業が必要である。これはやらなくてもルール上は問題ないが損であり、純碁のコツをある程度理解した者にとっては退屈な作業である。また碁盤が大きくなればなるほど地を埋め尽くす作業量が増え、その後で石を数えるのも大変である一方で、小さい碁盤では数えた方が早いうという事も起こり得る。例えば19路盤では双方とも比較的大き目な地が出来るので、地を全て埋めるだけでかなりの時間と労力を要するが、逆に入門者向けに使われる6路盤や7路盤では盤が小さい(着手可能な点が少ない)為、殆どの場合において双方共に数目程度の地しか出来ず、それならば埋める迄もなくそのまま数えてしまえばよい(数目程度の地であれば子供でも指で数えられる上に整地も必要なく、また囲碁を知らなくても10迄の数字さえ分かれば問題ない)という事になる。
大西研也はこの作業が面倒なことから、切り賃ルールが生まれたと推測している。
通常の囲碁と結果が異なる場合がある
純碁と通常の囲碁とで、結果が大きく異なる場合がある。例えば、形の上では死んでいる石を、実際には取りに行けないような場合である。
根拠が不明瞭
先の通り、純碁は「囲碁のゲーム性を保ったままルールを簡明化したものであり、これから囲碁を覚えようとする者にとって、より理解しやすいものとなって」おり、主に小さな碁盤に適するとされるが、小さな碁盤であれば数目程度の地なので、囲碁を知らない初心者でも数さえ分かってれば指でも数えられるので、埋める迄も無くそうしてしまえばよい。また簡略化したとはいっても囲碁のルールをそのまま用い、地を埋める為、そもそも地とは何か、埋めるべき地がどこなのかを理解していないと自力で埋める事は出来ない。「これから囲碁を覚えようとするもの」にとって地や死活問題の理解は難しいとされるが、先にそれらを理解してから純碁をやるなら、それらをある程度理解出来ている時点で最低限、囲碁を打てる訳であり、それならば純碁ではなく最初から囲碁を打てばよいという矛盾が生じる。従って「これから囲碁を覚えようとするもの」に対して本当に理解しやすいのかどうかという疑問が生じ、また「これから囲碁を覚えようとする者にとってより理解しやすい」とする趣旨に疑問が生じかねない。
純碁は中国ルールをベースにしたものであり、考案者の王銘琬は純碁について、「碁を打てないとは言わせない」としており、一部では囲碁を打てるようになる上で分かり易いと評判になっているが、囲碁を始めるにあたり、入門指導に於いて純碁を導入した場合としなかった場合とで、入門者の囲碁理解度にどのぐらいの差があるのか等、明確な根拠は示されていない。
囲碁普及への移行
近年、純碁は初心者に対する囲碁入門指導に対して、普及の為の新しい指導法として注目され始めて来ており、入門指導に於いて導入し始めている所も出始めている。しかし純碁はそれ単体でも十分楽しめるが故か、寧ろそれが仇となって、純碁から囲碁に移行しないケースが散見される。一部では純碁は囲碁とは別の独立した1つのジャンルとして既に確立してしまっているとも言われており、純碁から本来の囲碁の普及へとどの様に繋げていくかが課題となっている。
指導者不足
純碁と囲碁の明確な違いは、簡単に言ってしまえばいわば日本ルールと中国ルールの違いであるが、主に日本では「囲碁＝日本ルール」で定着しており、国内の普及指導員等の殆どが日本人である。彼等の多くは日本ルールで囲碁を習得していると思われ、また日本棋院等各種団体が独自に出している指導者資格制度の殆どは日本ルールでの指導を前提としている為、中には中国ルールの存在そのものは知ってても、具体的な違いやその詳細についてよく理解していない者も少なからずいると思われる。また「純碁」という概念自体、提唱されたのが極最近であり、囲碁歴の長い指導者程、純碁が未経験である可能性も考えられ、従って純碁未経験の指導者が主宰する入門教室や囲碁サロンで純碁を導入する場合、まずは自身が中国ルールと純碁をある程度迄習得してからでないと指導を始められないという問題が生じる。近年、動画等で純碁が大いに注目されている中、それでも入門教室や囲碁サロン等で純碁の導入が進まないのはこういった背景も一因になっていると考えられる。

## 合理性の側面
純碁は、囲碁のルールの原始的な捉え方を、そのままルール化したものだといえる。このため、ルールに例外が極めて少なく、実用性は別としても単純で明確なものとなっている。このことは、入門者の理解を容易にする以外にも様々な利点があり、例えばゲーム一般のルールを分析するような研究における囲碁のモデルとして優れている。また、コンピュータに囲碁を打たせる研究においても、判定や処理の容易さや明確さなどの理由から、ルールとして純碁を採用することがある。
終局と計算を合理化した純碁に並んで、同形再現の処理を合理化した超コウというルールがある。通常の囲碁においては、盤面を直前の状態に戻す同形反復はコウの規定で禁止されているが、もっと前の状態に戻すことは禁止されていない。これに対し、超コウは一旦現れた全ての盤面の再現を禁ずるものである。これを採用すると、「合意の上無勝負」という規定を排除できるだけでなく、常に盤面が進行するため、いつか必ず終局することが理論的に保証される。この超コウを純碁と組み合わせると、一種の理想的なゲームルールとなり、例えば2路盤においてもゲームとして意味のある考察を行うことができるようになる。